# Liara brongniarti
Liara brongniarti är en insektsart som först beskrevs av Heinrich Hugo Karny 1907.  Liara brongniarti ingår i släktet Liara och familjen vårtbitare. Inga underarter finns listade i Catalogue of Life.